# Jacques Azibert
Pas d'image ? Cliquez ici

a Compétitions nationales et continentales officielles uniquement.

Jacques Azibert, né le 18 décembre 1945 à Marseille (Bouches-du-Rhône) et mort le 10 janvier 2025 dans la même ville, est un joueur français de rugby à XIII évoluant au poste de demi d'ouverture ou de centre dans les années 1960 à 1970.
Natif de Marseille, il joue au rugby à XIII au sein du R.C. Marseille, prenant part aux derniers grands coups de ce club avec un titre de Coupe de France en 1971 et une finale de Championnat de France en 1973. Il côtoie alors Roger Gardon, Robert Eramouspé, André Ferren, Jean-René Ledru et Christian Carré.

## Palmarès
- Collectif :
  - Vainqueur de la Coupe de France : 1971 (Marseille).
  - Finaliste du Championnat de France : 1973 (Marseille).
  - Finaliste de la Coupe de France : 1975 (Marseille).